# Brian Van’t Hul
Brian Van’t Hul ist ein US-amerikanischer Filmtechniker, der sich auf visuelle Effekte spezialisiert hat und für Weta Digital und Weta Workshop arbeitet.

## Leben
Van’t Hul studierte an der Montana State University Film, Fernsehen und Fotografie. Nach Forrest Gump und drei Zusammenarbeiten mit dem Regisseur Peter Jackson (Der Herr der Ringe: Die Gefährten, Der Herr der Ringe: Die zwei Türme und Der Herr der Ringe: Die Rückkehr des Königs) folgte 2005 sein bisher größter Erfolg mit King Kong, bei dem ebenfalls Jackson Regie führte, für den er einen BAFTA Award und einen Oscar verliehen bekam.

## Filmografie (Auswahl)
Visuelle Effekte
- 1994: Forrest Gump
- 1994: Enthüllung (Disclosure)
- 1997: Contact
- 2001: Der Herr der Ringe: Die Gefährten (The Lord of the Rings: The Fellowship of the Ring)
- 2002: Der Herr der Ringe: Die zwei Türme (The Lord of the Rings: The Two Towers)
- 2003: Master & Commander – Bis ans Ende der Welt (Master and Commander: The Far Side of the World)
- 2003: Der Herr der Ringe: Die Rückkehr des Königs (The Lord of the Rings: The Return of the King)
- 2004: I, Robot
- 2005: King Kong
- 2009: Coraline

Spezialeffekte
- 2005: Die Legende des Zorro (The Legend of Zorro)

Kamera und Elektrik
- 1993: Nightmare Before Christmas (The Nightmare Before Christmas) (Kameraassistenz)
- 1996: James und der Riesenpfirsich (James and the Giant Peach) (Kamera und Licht)

## Auszeichnungen
- 2006: BAFTA-Award: Auszeichnung in der Kategorie Beste visuelle Effekte für King Kong
- 2006: Oscar: Auszeichnung in der Kategorie Beste visuelle Effekte für King Kong